# 努斯瑞蒂耶清真寺
努斯瑞蒂耶清真寺是土耳其伊斯坦布尔一座华丽的清真寺，位于贝伊奥卢的Tophane区。其建筑风格受伊斯兰建筑影响，但保留了巴洛克风格，使之在该市非常独特。它由苏丹馬哈茂德二世兴建于1823-1826年。